# 松柏谷公園 (多倫多)
松柏谷公園（英語：Cedarvale Park），前稱松柏谷（英語：Cedar Vale），是一座位於加拿大安大略省多倫多的公園。它位處多倫多的松柏谷（Cedarvale）社區內，毗鄰一座頗為陡峭的山丘。松柏谷公園下方是地鐵央街－大學線（1號線）隧道，該隧道在聖卡拉西站與艾靈頓西站之間，靠近麥杜（Markdale）多倫多公車局（TTC）緊急出口。公園的北端有Phil White (Cedarvale) Arena和Leo Baeck Day School，其前身為亞靈頓中級學校（Arlington Middle School）。該公園通常用於遛狗者及附近學校回家的學生。公園的大型開放場地可供社區廣泛使用，如板球比賽、放風箏等。冬天，大山丘亦被用作滑雪場地，許多人帶著雪橇，享受滑雪下山的樂趣。
在田野的南邊，公園向東南傾斜，變得更像是一個深邃的自然峽谷，兩側陡峭，中間有一條經常使用的人行道。松柏谷（Cedarvale Ravine）在森林山（Forest Hill）的巴佛士街以東包含非常大的濕地；自然部分的其餘部分是年輕的再生森林（在1970年代建造地鐵士巴丹拿線期間，山谷大部分被清除）。這條小路被大量使用，即使在冬天也可以通行，儘管無人鏟雪，但人流量足以清除積雪，特別是在2006年固定水池和隨後的冰堆積之後的排水工程。
該公園得益於其靠近北部的Beltline trail和南部的諾德海默峽谷（Nordheimer Ravine）。這些結合在一起形成了一個穿過多倫多市中心的大型步道系統。
在公園的南端，在地鐵聖卡拉西站入口處，有一個戶外運動區，內有引體向上、掌上壓和不同高度的長凳。公園是街頭鍛煉的好地方，由滿地可的Trekfit公司建造，該公司在城市周圍有多個這樣的器械。

## 歷史
在此區域曾經有一條小溪，名叫法蘭堡溪（Castle Frank Brook），穿過松柏谷公園，但現在完全被掩埋了。美國小說家歐內斯特·海明威在加拿大逗留期間，經常在該公園的小徑獨步，這條小徑後來被用作牛道。 1920年代和1930 年代曾計劃在山谷中建造豪宅，但1930年代的大蕭條令該建設計劃告吹。橫跨公園山谷部分的己連松柏橋（Glen Cedar bridge）建造於那個時期，曾被拆除，後於1989年修復。在1960年代和1970年代，曾計劃修建穿過松柏谷公園的士巴丹拿高速公路（艾倫道），但珍·雅各成功遊說政府停止其建設項目。松柏谷公園位於艾靈頓路以南已取消的士巴丹拿高速公路的右側，該高速公路被轉移到安大略省，以換取黑溪徑（Black Creek Drive）的建設。
自2000年代以來，市民提升的生態意識已經改變了公園內的優先事項，公園北端附近的斜坡上已經施行了重新自然化項目。
松柏谷（Cedarvale Ravine）為寵物犬隻提供了一個永久的放繩區域，但在所有其他區域都需要使用狗繩。在松柏谷發生一連串的狗隻襲擊人事件之後，該公園現在經常有附例執法人員光顧，他們會在指定區域外向不使用狗繩的狗隻的畜養人開出罰單。

## 外部連結
- 松柏谷公園之友 （页面存档备份，存于）